# Kambodzsai erdeifogoly
A kambodzsai hegyifogoly (Arborophila cambodiana)  a madarak osztályának tyúkalakúak (Galliformes) rendjébe és a fácánfélék (Phasianidae) családjába tartozó faj.

## Rendszerezése
A fajt Jean Théodore Delacour és Pierre Jabouille írták le 1928-ban.

## Alfajai
- Arborophila cambodiana cambodiana Delacour & Jabouille, 1928
- Arborophila cambodiana chandamonyi J. C. Eames, F. D. Steinheimer, & Bansok, 2002
- Arborophila cambodiana diversa Riley, 1930[2] vagy Arborophila diversa[1]

## Előfordulása
Délkelet-Ázsiában, Kambodzsa és Thaiföld területén honos. A természetes élőhelye szubtrópusi vagy trópusi síkvidéki  és hegyi esőerdők.

## Megjelenése
Testhossza 28–29 centiméter, a hím testtömege 318 gramm körüli, a tojóé 257–283 gramm.

## Külső hivatkozások
- Képek az interneten a fajról
- Internet Bird Collection - videók a fajról